# Эвранов, Илья Георгиевич
Илья Георгиевич Эвранов (7 ноября 1912, Евпатория — май 1997) — советский футболист, вратарь, преподаватель, тренер.

## Биография
Родился 7 ноября 1912 года в Евпатории.
В футбол играл в 1937 году за команду ГОЛИФКа, в 1938—1939 — за ленинградский «Зенит» (бывший «Большевик»). В 1938 году в группе «А» провёл 10 матчей, пропустил 26 мячей, в 1939 в группе «Б» — 7 матчей, 16 мячей.
В 1937 году в составе сборной Ленинграда принимал участие в матче со сборной Басконии, пропустил 2 гола.
C декабря 1939 по 6 марта 1947 находился на военной службе.
Окончил ГОЛИФК, работал преподавателем, ассистентом, старшим преподавателем кафедры спортивных игр. В 1952 году был старшим тренером «Динамо» Ереван, в 1958 — «Искры» Казань.
Умер в мае 1997 года.